# Carry on (album van CSNY)
Carry on is een muziekalbum van Crosby, Stills, Nash & Young uit 1991; in 1998 volgde nog een heruitgave van hetzelfde album. Het is een verzamelalbum dat zowel op een driedubbel-elpee als een tweedubbel-cd verscheen.
Het bevat nummers van het viertal individueel en in verschillende samenstellingen. Er komt materiaal op voor dat nog niet eerder werd uitgegeven. Guinnevere is bijvoorbeeld een versie van Crosby uit 1968. Ook staat er een alternatieve mix op van het nummer Suite: Judy blue eyes, het nummer dat Stills in de jaren zestig schreef over Judy Collins.
Het is een versie van dit viertal dat in Europa, Zuid-Afrika en Australië op de markt kwam. Twee maanden eerder was ook al een boxset op de markt verschenen, getiteld CSN. Carry on bereikte alleen de Nederlandse hitlijsten, met een nummer 58-notering in de Album Top 100. Het album kent geen bijtekst (liner notes).

## Nummers
| Nr. | samenstelling                | nummer                                | duur |
| --- | ---------------------------- | ------------------------------------- | ---- |
| A1  | Crosby, Stills, Nash & Young | Woodstock                             | 3:50 |
| A2  | Crosby, Stills & Nash        | Marrakesh Express                     | 2:36 |
| A3  | Crosby, Stills & Nash        | You don't have to cry                 | 2:40 |
| A4  | Crosby, Stills, Nash & Young | Teach your children                   | 2:52 |
| A5  | Stephen Stills               | Love the one you're with              | 3:03 |
| A6  | Crosby, Stills, Nash & Young | Almost cut my hair                    | 8:49 |
| B1  | Crosby, Stills & Nash        | Wooden ships                          | 5:26 |
| B2  | Crosby, Stills & Nash        | Dark star                             | 4:57 |
| B3  | Crosby, Stills, Nash & Young | Helpless                              | 3:36 |
| B4  | Graham Nash                  | Chicago / We can change the world     | 3:58 |
| B5  | Crosby, Stills & Nash        | Cathedral                             | 5:16 |
| C1  | Crosby, Stills, Nash & Young | 4+20                                  | 2:10 |
| C2  | Crosby, Stills, Nash & Young | Our House                             | 2:58 |
| C3a | Crosby & Nash                | To the last whale - Critical mass     | 1:14 |
| C3b | Crosby & Nash                | To the last whale - Wind on the water | 4:15 |
| C4  | Stephen Stills               | Change partners                       | 3:13 |
| C5  | Crosby, Stills & Nash        | Just a song before I go               | 2:12 |
| C6  | Crosby, Stills, Nash & Young | Ohio                                  | 3:00 |
| C7  | Crosby, Stills & Nash        | Wasted on the way                     | 2:46 |
| D1  | Crosby, Stills & Nash        | Southern cross                        | 4:39 |
| D2  | Crosby, Stills & Nash        | Suite: Judy blue eyes                 | 7:28 |
| D3  | Crosby, Stills, Nash & Young | Carry on / Questions                  | 4:25 |
| D4  | Crosby, Stills, Nash & Young | Horses through a rainstorm            | 3:40 |
| D5  | Manassas                     | Johnny's garden                       | 2:46 |
| E1  | David Crosby                 | Guinnevere                            | 4:45 |
| E2  | Crosby, Stills, Nash & Young | Helplessly hoping                     | 2:31 |
| E3  | Crosby, Stills, Nash & Young | The lee shore                         | 5:28 |
| E4  | Crosby, Stills, Nash & Young | Taken at all                          | 2:54 |
| E5  | Crosby, Stills & Nash        | Shadow captain                        | 4:31 |
| E6  | Crosby, Stills & Nash        | As I come of age                      | 2:48 |
| E7  | David Crosby                 | Drive my car                          | 3:50 |
| F1  | Stephen Stills & Graham Nash | Dear Mr. Fantasy                      | 7:04 |
| F2  | Crosby, Stills & Nash        | In my dreams                          | 5:11 |
| F3  | Crosby, Stills & Nash        | Yours and mine                        | 4:28 |
| F4  | Crosby, Stills & Nash        | Haven't we lost enough?               | 3:06 |
| F5  | Crosby, Stills & Nash        | After the dolphin                     | 4:55 |
| F6  | Crosby, Stills, Nash & Young | Find the cost of freedom              | 1:59 |

David Crosby · Stephen Stills · Graham Nash · Neil Young